# کی گیمز
کی گیمز (انگلیسی: Kee Games) شرکت بازی ویدئویی آمریکایی است، که در سال ۱۹۷۳ تأسیس شد.